# Kyla Pratt
Kyla Pratt, född 16 september 1986 i Los Angeles, är en amerikansk skådespelare.
Newman har bland annat medverkat i filmerna Hundpensionatet, Dr. Dolittle 2 och Not Another Church Movie.

## Filmografi (i urval)
- 2001 – Dr. Dolittle 2
- 2009 – Hundpensionatet
- 2024 – Not Another Church Movie